# 坡头乡 (临夏县)
坡头乡，是中华人民共和国甘肃省临夏回族自治州临夏县下辖的一个乡镇级行政单位。

## 行政区划
坡头乡下辖以下地区：
塬堡村、寨子村、坡头村、冉坪村和冯魏村。